# Kamilla Chołoniewska
Kamilla Florentyna Maria Chołoniewska (ur. 6 stycznia 1877 w Warszawie, zm. 19 grudnia 1936 tamże) – działaczka społeczna, pisarka, dziennikarka, nauczycielka, przedsiębiorca.

## Życiorys

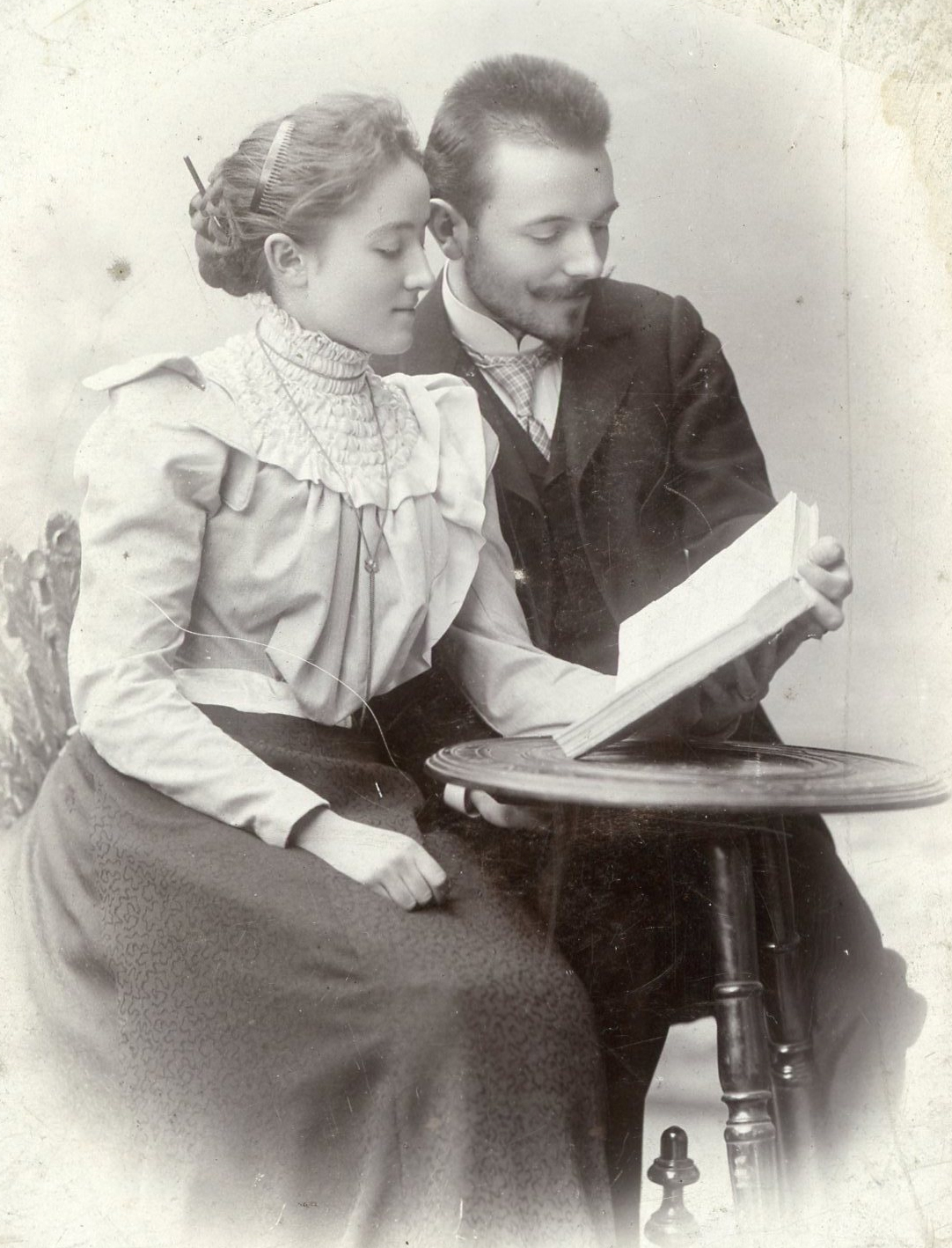
Kamilla Chołoniewska z mężem Antonim (1900)

Ukończyła szkołę średnią Sacré Coeur w Grazu (Austria), a następnie, jako pierwsza kobieta, historię i geografię na Uniwersytecie Lwowskim. Jeszcze będąc studentką poślubiła (1900) Antoniego Chołoniewskiego – dziennikarza i pisarza, autora książki „Duch dziejów Polski”.
Mieszkała kolejno we Lwowie, w Krakowie, Gdańsku, Bydgoszczy i Warszawie. Przez wiele lat była nauczycielką w żeńskich gimnazjach (brała udział w zakładaniu kilku z nich), a następnie wizytatorką szkolną w Ministerstwie Wyznań i Oświecenia Publicznego. W czasie pierwszej wojny światowej organizowała pomoc dla legionistów i więźniów politycznych. Była czynna w różnych stowarzyszeniach kobiecych, zwłaszcza jako przewodnicząca stowarzyszenia Pomocy Naukowej dla Kobiet im. Kraszewskiego, które ułatwiało studentkom wyższe studia przez udzielanie stypendiów. W Bydgoszczy założyła i prowadziła dobrze prosperujący warsztat i szkołę kilimkarską. Jako zwolenniczka wyższego wykształcenia kobiet była inicjatorką i jedną z założycielek pierwszego we Lwowie żeńskiego gimnazjum im. Zofii Strzałkowskiej, w którym następnie przez dwa lata uczyła bezinteresownie. Uczestniczyła w międzynarodowych zjazdach gospodarczego wykształcenia kobiet.
Dążyła do podniesienia poziomu kultury i życia rodzin polskich przez zaznajamianie ich z nowymi metodami gospodarstwa domowego. Tematy te poruszała w czasopiśmie „Nasz Dom (Tygodnik Mód i Powieści)”, a także w pismach zagranicznych. Ukoronowaniem tej działalności było wydanie książki „Gospodarstwo domowe i kuchnia racjonalna” (1929), której kolejne, rozszerzone wydanie miało tytuł „Gospodarstwo domowe i racjonalne żywienie” (1937). Inne jej książki to „O koronę” (1899), „Z naszej przeszłości” (1910), „Stanisław Staszic, jego życie i czyny” (1916). W 1934 roku objęła kierownictwo Państwowej Szkoły Pracy Domowej i na tym stanowisku spędziła ostatnie lata życia.
Zmarła 19 grudnia 1936 r. w Warszawie po ciężkiej chorobie. Została pochowana na Cmentarzu Powązkowskim w Warszawie (kwatera 162-1-22).

## Rodzina

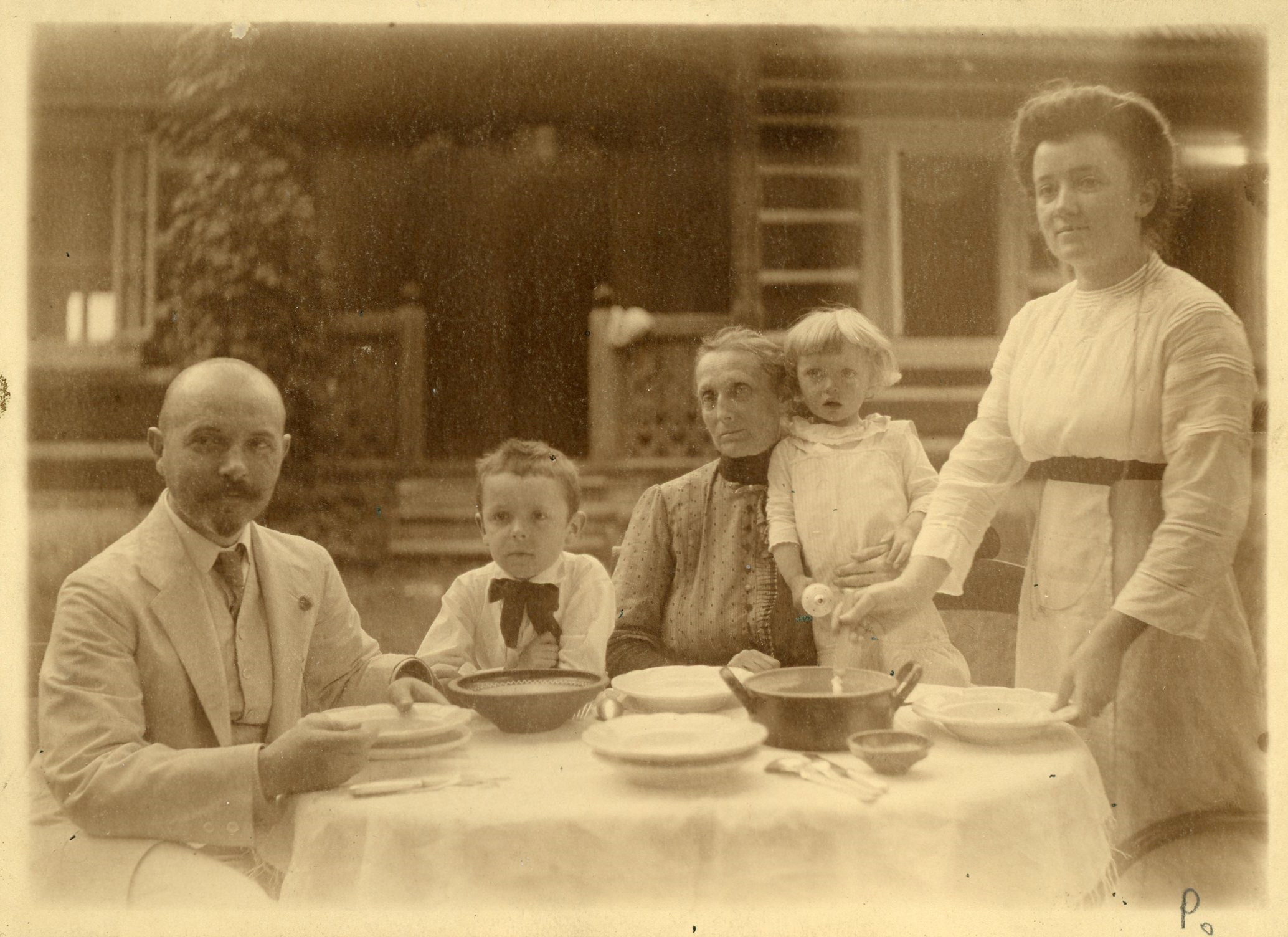
Kamilla Chołoniewska z matką, mężem i synami (1912)

Córka Franciszka Głuchowskiego i Kamilli Głuchowskiej z Grużewskich. Wnuczka Ludwika Mierosławskiego. Jej wnukiem jest Jacek Chołoniewski.